# Jaroslav Kučera (historik)
Prof. PhDr. Jaroslav Kučera, CSc. (* 24. prosince 1955, Praha) je český historik. Předmětem jeho specializace jsou české dějiny 20. století a česko-německé vztahy.

## Život
Vystudoval historii a němčinu na Filozofické fakultě UK, posléze působil jako vědecký pracovník Akademie věd. V letech 1991-1994 byl vědeckým pracovníkem na Institutu für Zeitgeschichte v Mnichově. Od roku 1995 přednáší na Institutu mezinárodních studií Fakulty sociálních věd Univerzity Karlovy. Zastával řadu akademických funkcí, v letech 1997-1999 a 2007-2009 byl proděkanem fakulty, od roku 2018 je proděkanem pro vědu a výzkum a členem vědecké rady Univerzity Karlovy. 
Zúčastnil se řady mezinárodních projektů a přednášel na významných zahraničních univerzitách, mj. byl hostujícím profesorem na Technische Universität v Drážďanech (1998-1999), na Humboldt-Universität v Berlíně (2000-2001) a zastupujícím profesorem, vedoucím katedry východoevropských dějin na Ruhruniversität Bochum (2009-2010). Od roku 2013 je stálým hostujícím profesorem na Universität Konstanz.
Předmětem jeho výzkumné práce jsou různé aspekty českých dějin ve 20. století. Počátkem 90. let se věnoval otázkám nuceného vysídlení sudetoněmeckého obyvatelstva z Československa po druhé světové válce, mj. připravil pro společnou československo-německou komisi historiků studii o tzv. odsunových ztrátách sudetoněmeckého obyvatelstva.
Patřil k historikům, kteří usilovali o přehodnocení českého pohledu na "odsun", jak byl interpretován v historiografii předlistopadové éry. Dalším těžištěm jeho vědecké práce byla národnostní politika Československa v meziválečné době, zejména s akcentem na česko-německé vztahy v tomto období. 
Od konce 90. let se zabýval různými problémy mírového uspořádání s Německem po druhé světové válce, mj. problémy odškodnění (spolu s T. Jelínkem), potrestání nacistických válečných zločinců (spolu s Kateřinou Kočovou – Lozoviukovou), hranic či reparací. Významným předmětem jeho zájmu byly i hospodářské dějiny, k nimž publikoval (spolu s J. Balcarem) monografii a několik studií týkajících se období přechodu českých zemí od tržního hospodářství meziválečné éry k centrálnímu plánování 50. let.

## Knižní publikace
- Odsunové ztráty sudetoněmeckého obyvatelstva. Problémy jejich přesného vyčíslení. Praha : Federální ministerstvo zahraničních věcí, 1992
- Odsun nebo vyhnání? Sudetští Němci v Československu v letech 1945-1946. Jinočany : H & H, 1992
- Minderheit im Nationalstaat. Die Sprachenfrage in den tschechisch-deutschen Beziehungen 1918-1938 Mnichov : Oldenbourg, 1999
- "Žralok nebude nikdy tak silný." Československá zahraniční politika vůči Německu 1945-1948. Praha : Argo, 2005
- Von der Rüstkammer des Reiches zum Maschinenwerk des Sozialismus. Wirtschaftslenkung in Böhmen und Mähren 1938 bis 1953 (s Jaromírem Balcarem). Göttingen : Vandenhoeck & Ruprecht, 2013
- Mírové uspořádání s Německem. Od protihitlerovské koalice k Česko-německé deklaraci. Praha : Dokořán, 2018